# Aeroportul Flying Cloud
Aeroportul Flying Cloud (IATA: FCM, ICAO: KFCM, FAA LID: FCM) este un aeroport din Eden Prairie⁠(d), Comitatul Hennepin, Minnesota, Minnesota, Statele Unite ale Americii. Aeroportul a fost tranzitat în 2019 de 220 de pasageri.
Situat la o altitudine de 276 m, aeroportul dispune de 3 piste. Este operat de Metropolitan Airports Commission⁠(d).

## Infrastructură

### Piste
Aeroportul dispune de 3 piste: 
- pista 10L/28R din asfalt, cu dimensiunile 3.898 picioare × 75 picioare
- pista 10R/28L din asfalt, cu dimensiunile 5.000 picioare × 100 picioare
- pista 18/36 din asfalt, cu dimensiunile 2.690 picioare × 75 picioare